# Clinosperma bracteale
Clinosperma bracteale vrsta je palme i endem sa Nove Kaledonije. Od juga do središnje Nove Kaledonije, nejednako je rasprostramnjena. Veličina populacije nije točno poznata, ali izvješće o popisu pokazuju je gustu naseljenost po lokalitetima kojih je osam. Javlja se u vlažnim nizinskim i planinskim vlažnim šumama od 10 do 800 m nadmorske visine. Čini se da vrsta nije ugrožena iako neke podpopulacije mogu biti pogođene invazivnim vrstama (štakori i svinje), rudarskim aktivnostima i požarima.

## Zaštita
Clinosperma bracteale zaštićena je zakonom u pokrajini Nord. C. bracteale javlja se u osam zaštićenih područja: Pic du Pin, Mont Do, Forêt Nord, Mont Mou, Nodela, Haute Dumbéa, Forêt de Saille, La Dumbéa.

## Sinonimi
- Clinostigma bracteale (Brongn.) Becc.; Malesia 1: 40 (1877)
- Cyphokentia bractealis Brongn.; Comptes Rend. Acad. Sci. Par. 77: 400 (1873)